# Thành Hagi

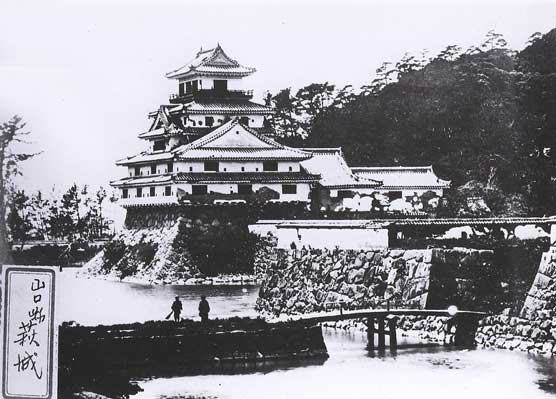
Tháp phòng ngự chính (tenshu) của Thành Hagi, trước năm 1880

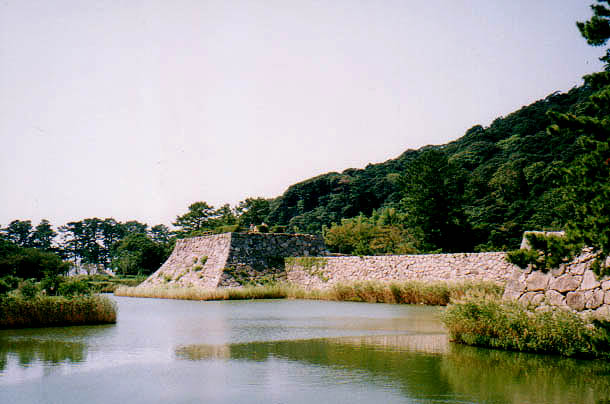
Phế tích tòa thành

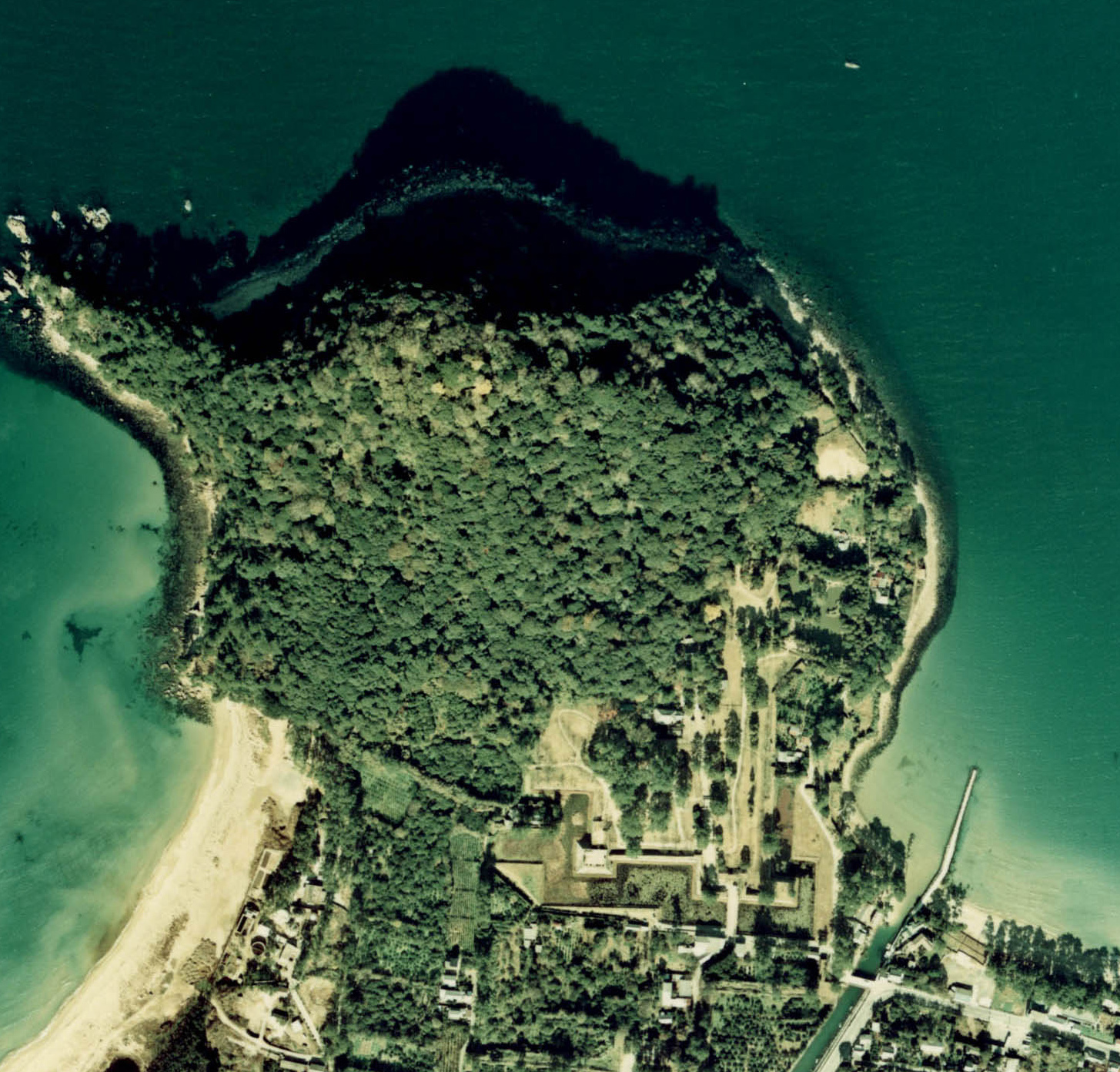
Nhìn từ trên cao

Thành Hagi (萩城 (Thu thành) Hagi-jō), còn được gọi là Thành Shizuki (指月城 (Chỉ Nguyệt thành) Shizuki-jō), là một toà thành nằm ở Hagi, tỉnh Yamaguchi, Nhật Bản.

## Lịch sử
Mōri Terumoto đã đánh mất phần của mình quanh Hiroshima và được chuyển đến Hagi sau trận Sekigahara khi ông ủng hộ phía bên kia. Ông xây dựng Thành Hagi vào năm 1604, và gia đình ông tiếp tục cai trị miền Chōshū cho đến khi Minh Trị duy tân. Tòa thành là không bình thường vì nó được xây dựng chủ yếu ở đồi Shizuki, mặc dù một số phòng thủ được đặt trên núi.
Năm 1874, phần lớn tòa thành bị phá hủy, để lại một ít tàn tích. 

## Ngày nay
Tòa thành là một địa danh lịch sử quốc gia. Tòa thành được đăng ký là Di sản Thế giới được UNESCO công nhận vào ngày 5 tháng 7 năm 2015 như một phần của Các địa điểm của Cải cách Công nghiệp Minh Trị tại Nhật Bản: Sắt thép, Đóng tàu và Khai mỏ. Nó được đăng ký như là một phần của Thành phố Hagi
.